# Education for Death
Education for Death: The Making of the Nazi (en español, Enseñanza para la muerte: La formación del nazi) es un cortometraje animado producido por Walt Disney y estrenado el 15 de enero de 1943 por RKO Radio Pictures. Fue dirigido por Clyde Geronimi y animado principalmente por Ward Kimball. El corto está basado en el libro homónimo (ISBN 0-374-98905-2) de Gregor Ziemer. La portada del libro aparece en los créditos del cortometraje.

## Trama
El cortometraje narra la historia de Hans, un niño nacido y criado en la Alemania Nazi, por lo que es educado para convertirse en un despiadado soldado. 
El narrador explica que los nazis controlan a los niños alemanes desde el momento en que nacen. En el cortometraje se muestra como una pareja va a registrar el nacimiento de su hijo, Hans. Tras mostrar algunos papeles que demuestran su pureza como raza aria, el registro es finalizado con éxito y reciben el best seller alemán, Mi lucha de Adolf Hitler. Según el cortometraje, a los niños alemanes se les enseña el cuento de La bella durmiente de una manera distinta, en este caso, la malvada bruja es la democracia, la doncella que espera dormida es Alemania, y el príncipe es Hitler. Esto explicaría, según el narrador, el fanatismo de los nazis por su líder.
Un día Hans se enferma, y su madre reza por que se recupere pronto, pues sabe que los niños no aptos son tomados por el Estado y no se vuelve a saber de ellos. En eso un soldado llega y le anuncia a la madre que debe dejar de mimar a Hans, pues un soldado debe ser fuerte y no mostrar emoción, piedad o cualquier tipo de sentimientos. Hans se recupera y retoma su "educación"; él y sus compañeros (todos en uniformes de las Juventudes Hitlerianas) ven cómo su instructor les dibuja una pequeña historia de un conejo siendo comido por un zorro. El instructor le pregunta a Hans qué representa, y Hans conmovido comenta: "Pobre conejo ¿Debo dejarlo de lado?". El instructor rápidamente se enfurece y manda a Hans a la esquina. Hans escucha cómo sus compañeros interpretan "correctamente" la historia diciendo que "un soldado no debe mostrar debilidad" y "los fuertes deberían gobernar a los débiles". Esto hace que Hans se retracte de su comentario anterior y diga que los débiles deben ser destruidos. 
Hans entonces se une a la quema de libros, quemando libros que se opongan a Hitler, remplazando a la Biblia por Mein Kampf y a un crucifijo por una espada con la esvástica y quemando una iglesia católica. Hans pasa los siguientes años de su vida "marchando y saludando, saludando y marchando" hasta que llega a su adolescencia (usando un uniforme similar a los de los Sturmabteilung) y todavía marchando y saludando, llega a la adultez (ahora con un uniforme de la Wehrmacht y una bayoneta). El narrador dice que Hans "ahora, es un buen nazi. Ve solo lo que el partido quiere que vea, dice solo lo que el partido quiere que diga, y hace solo lo que el partido quiere que haga". El cortometraje termina con Hans marchando a la guerra con miles de sus compañeros, solo para desvanecerse en filas de tumbas idénticas, sin nada en ellas, excepto una esvástica y un casco.

## Producción
Con la intención de ser vista como propaganda anti-nazi durante la Segunda Guerra Mundial, el cortometraje es mostrado pocas veces hoy en día. Fue, sin embargo, agregado en el DVD Walt Disney Treasures: On the Front Lines, una compilación de los cortometrajes de Disney hechos durante la guerra. El DVD fue puesto en venta el 18 de mayo de 2004.
El diálogo de los personajes es en alemán, la única traducción es la del narrador Art Smith quien lo hace en inglés. Es utilizada una grabación de la voz de Hitler en una escena del cortometraje.
"Education for Death" no fue el único cortometraje antinazi creado por Walt Disney - hubo muchos otros, uno de ellos, Der Fuehrer's Face, tiene al pato Donald con una pesadilla en la cual se demuestra la vida diaria de un nazi.